# Pic Malet
Le pic Malet ou tertre à Malet ou butte à Malet est le vestige d'une motte féodal (ou d'une enceinte castrale) qui se dresse sur le territoire de l'ancienne commune française de Barneville-sur-Mer, dans le département de la Manche, en région Normandie.

## Localisation
La motte connu sous le nom de Pic Malet est située au sud-est de l'église Saint-Germain de Barneville, au sein de la commune de Barneville-Carteret, dans le département français de la Manche.
La motte, avec celle de Carteret dont il ne subsiste aucun vestige, mais qui nous est connu par les textes, avec peut-être celle du Breuil (Les Moitiers-d'Allonne) qui est un peu plus éloignée, contrôlait la voie antique littorale, dit le chemin de Coutances conduisant à Cherbourg par Beaumont-Hague et le chemin barnevillais. Le site situé à flanc de colline occupe une position stratégique au croisement des chemins menant vers Portbail, La Haye-du-Puits, Bricquebec et Les Pieux et permet la surveillance de la mer et du havre de Carteret.

## Historique
C'est probablement vers la fin du XVe siècle que les seigneurs de Barneville (cf. seigneurie de Barneville) quittèrent le tertre du Pic Malet pour s'installer dans le vallon où existe encore l'ancien manoir seigneurial de Barneville.

## Description
Aujourd'hui, il n'est plus possible de savoir s'il s'agit d'un château à motte ou d'une enceinte circulaire surmontée d'une palissade et ceinte d'un fossé.
La motte en tronc de cône d'un diamètre d'environ cinquante mètres à la base, a été aplanie et modifiée, notamment dans la partie nord-ouest, à la suite de son aménagement en 1876 en calvaire, et à la rectification du tracé de la route. Seul son versant sud-est, escarpé et qui mesure environ huit mètres, est à peu près intact. Elle devait être surmontée d'une tour de bois. Le tertre était entouré d'un fossé d'une largeur probable de quatre mètres.